# Новосельский сельсовет (Курганская область)
Новосе́льский сельсове́т — муниципальное образование со статусом сельского поселения в Далматовском районе Курганской области Российской Федерации.
Административный центр — село Новосельское.

## История
В соответствии с Законом Курганской области от 6 июля 2004 года № 419 сельсовет наделён статусом сельского поселения.

## Население
| 1989 | 2002 | 2010 | 2012 | 2013 | 2014 | 2015 |
| ---- | ---- | ---- | ---- | ---- | ---- | ---- |
| 327  | ↘261 | ↘170 | ↘167 | ↘161 | ↗163 | ↘155 |
| 2016 | 2017 | 2018 | 2019 | 2020 |      |      |
| ↘146 | ↘142 | ↗144 | ↘142 | ↘136 |      |      |

## Состав сельского поселения
| № | Населённый пункт | Тип населённого пункта       | Население |
| - | ---------------- | ---------------------------- | --------- |
| 1 | Короли           | деревня                      | ↘16       |
| 2 | Новосельское     | село, административный центр | ↘129      |
| 3 | Семёнова         | деревня                      | ↘25       |